# Kyle Klein
Kyle Klein (* 3. Juli 2001) ist ein niederländischer Cricketspieler, der seit 2024 für die niederländische Nationalmannschaft spielt.

## Kindheit und Ausbildung
Klein war Teil der niederländischen U19-Auswahl.

## Aktive Karriere
Klein wurde für den Cricket World Cup 2023 als Reservespieler nominiert, kam jedoch nicht zum Einsatz. Sein Debüt in der Nationalmannschaft erfolgte bei Drei-Nationen-Turnieren in Nepal, wo er gegen den Gastgeber jeweils sein Debüt im ODI- und T20I-Cricket gab. Nachdem sich im Vorlauf für den ICC Men’s T20 World Cup 2024 Fred Klaassen und Daniel Doram verletzten, wurde er für das Turnier nachnominiert.